# The Hope Conspiracy
A The Hope Conspiracy egy amerikai hardcore punk/metalcore/melodikus hardcore együttes. 1999-ben alakultak meg Bostonban.

## Története
A "Harvest" nevű együttes tagjai alapították. Első demójukat 1999-ben rögzítették, a Massachusetts állambeli Norwoodban. Ez a demó három dalt tartalmazott. Ezt követően a zenekar elkezdett dolgozni első nagylemezén, amely 2000-ben jelent meg az Equal Vision Records gondozásában. Majd 2001-ben egy EP-t is piacra dobtak. 2002-ben megjelent második nagylemezük. 2004-ben szünetet tartottak (hiatus): Kevin Baker énekes a "Bars" zenekar énekese lett, Jared Shavelson dobos pedig a "None More Black" együtteshez csatlakozott, ahol szintén a dobosi szerepet töltötte be. A The Hope Conspiracy végül újból összeállt, és 2006-ban új nagylemezt dobtak piacra, amelyet egy EP-vel "melegítettek be".
Kevin Baker az All Pigs Must Die supergroup tagja is.

## Tagok
- Kevin Baker - ének (1999-)
- Jonas Feinberg - basszusgitár (1999-)
- Neeraj Kane - gitár (1999-2001, 2006-)
- Jared Shavelson - dob (2002-)

## Korábbi tagok
- Adam Patterson - dob (1999-2002)
- Dan Zimmermann - gitár (1999-2002)
- Aaron Lisi - ének (2001-2003)
- Jarrod Alexander - dob (2002)
- Tim Cossar - gitár (2005-2008)

## Diszkográfia
- Cold Blue (2000)
- Endnote (2002)
- Death Knows Your Name (2006)

## Egyéb kiadványok
- The Hope Conspiracy (demó, 1999)
- File 03 (EP, 2001)
- The Hope Conspiracy / The Suicide File split lemez (limitált kiadás, 2002)
- Hang Your Cross (EP, 2006)
- True Nihilist (kislemez, 2009)